# Parque estatal Lago Bruin
El Parque Estatal Lago Bruin (en inglés: Lake Bruin State Park) es uno de los veintidós parques del estado de Luisiana, al sur de los Estados Unidos. Se centra en Lago Bruin, un cuerpo de agua del río Misisipi, cerca de Saint Joseph, sede de la parroquia Tensas en la parte noreste del estado. El lago está formado por más de 3.000 acres (12 km²) de superficie de agua. Los visitantes del parque disfrutan de la pesca, deportes acuáticos, y camping. Hay árboles de ciprés en el lago que se han mantenido desde antes de que el español Hernando de Soto viajó a través de la región en la década de 1540.